# Skazany (film 2017)
Skazany (ang. Shot Caller) – amerykański thriller z gatunku dramat z 2017 roku w reżyserii Rica Romana Waugha, wyprodukowany przez wytwórnię Saban Films. Główną rolę w filmie zagrał Nikolaj Coster-Waldau.
Premiera filmu odbyła się 16 czerwca 2017 podczas Los Angeles Film Festival. Dwa miesiące później, 18 sierpnia, obraz trafił do kin na terenie Stanów Zjednoczonych. W Polsce premiera filmu odbyła się 27 października 2017.

## Fabuła
Akcja filmu rozgrywa się w mieście Pasadena w Kalifornii i opowiada historię maklera giełdowego Jacoba Harlona (Nikolaj Coster-Waldau), który wiedzie dostatnie oraz pozbawione większych trosk życie. Pewnego dnia pijany wsiada do samochodu i powoduje śmiertelny wypadek. Mężczyzna staje przed sądem i zostaje skazany na kilka lat więzienia – znacznie więcej, niż spodziewał się on albo jego żona Kate (Lake Bell). Zszokowany Jacob trafia do więzienia o zaostrzonym rygorze i szybko przekonuje się, że jeśli chce tam przetrwać, musi się dostosować do twardych reguł, którymi rządzi się społeczność więźniów. Jacob przystaje do grupy białych rasistów i – aby udowodnić swoją lojalność – popełnia zbrodnię. Pod swoje skrzydła bierze go bandyta Jerry "Bestia" Manning (Holt McCallany), który zza krat kieruje jedną z najbardziej niebezpiecznych kalifornijskich organizacji przestępczych. Jacob nie zdaje sobie sprawy, że za opiekę gangstera będzie jeszcze musiał drogo zapłacić.

## Obsada
- Nikolaj Coster-Waldau jako Jacob Harlon[4]
- Omari Hardwick[5] jako Kutcher
- Lake Bell[5] jako Kate Harlon, żona Jacoba
- Jon Bernthal[5] jako Frank "Shotgun"
- Emory Cohen[5] jako Howie
- Jeffrey Donovan[5] jako Bottles
- Evan Jones[6] jako Chopper
- Benjamin Bratt[7] jako szeryf Sanchez
- Holt McCallany[8] jako Jerry "Bestia" Manning
- Juan Pablo Raba jako Herman Gómez[9]
- Matt Gerald jako Phil Cole[10]
- Michael Landes[11] jako Steve
- Jessy Schram jako Jennifer

## Produkcja
Zdjęcia do filmu kręcono w Albuquerque, Santa Fe i Los Lunas w Nowym Meksyku.

## Odbiór
Film Skazany spotkał się z umiarkowanie pozytywną reakcją krytyków. W serwisie Rotten Tomatoes, 67% z czterdziestu sześciu recenzji filmu jest pozytywne (średnia ocen wyniosła 5,87 na 10). Na portalu Metacritic średnia ocen z 10 recenzji wyniosła 59 punktów na 100.